# Giải quần vợt Wimbledon 1893 - Đơn nữ
Blanche Hillyard đánh bại Maud Shackle 6–3, 6–2 trong All Comers' Final, tuy nhiên đương kim vô địch Lottie Dod đánh bại Hillyard 6–8, 6–1, 6–4 trong Challenge Round để giành chức vô địch Đơn nữ tại Giải quần vợt Wimbledon 1893.

## Kết quả

### Từ viết tắt
| - Q = Vòng loại - WC = Đặc cách - LL = Thua cuộc may mắn - Alt = Thay thế - SE = Miễn đặc biệt | - PR = Bảo toàn thứ hạng - w/o = Thắng nhờ đối thủ rút lui trước trận đấu - r = Bỏ cuộc giữa trận đấu - d = Bị xử thua - SR = Xếp hạng đặc biệt |

### Challenge round
|  | Challenge Round  |                  |   |   |   |  |
|  |                  |                  |   |   |   |  |
|  | Blanche Hillyard | Blanche Hillyard | 8 | 1 | 4 |  |
|  | Blanche Hillyard | Blanche Hillyard | 8 | 1 | 4 |  |
|  | Lottie Dod       | Lottie Dod       | 6 | 6 | 6 |  |

### All Comers'
|  | Tứ kết               | Tứ kết               | Tứ kết | Tứ kết | Tứ kết |  |  | Bán kết          | Bán kết          | Bán kết          | Bán kết          | Bán kết |   |  | Chung kết    | Chung kết    | Chung kết | Chung kết | Chung kết |  |
|  |                      |                      |        |        |        |  |  |                  |                  |                  |                  |         |   |  |              |              |           |           |           |  |
|  | Edith Austin         | Edith Austin         | 6      | 6      |        |  |  |                  |                  |                  |                  |         |   |  |              |              |           |           |           |  |
|  | S Robins             | S Robins             | 2      | 1      |        |  |  | Edith Austin     | Edith Austin     | 0                | 2                |         |   |  |              |              |           |           |           |  |
|  | Maud Shackle         | Maud Shackle         | 10     | 6      |        |  |  | Maud Shackle     | Maud Shackle     | 6                | 6                |         |   |  |              |              |           |           |           |  |
|  | Ruth Legh            | Ruth Legh            | 8      | 1      |        |  |  |                  |                  |                  |                  |         |   |  | Maud Shackle | Maud Shackle | 3         | 2         |           |  |
|  | Charlotte Cooper     | Charlotte Cooper     | 6      | 6      |        |  |  |                  |                  | Blanche Hillyard | Blanche Hillyard | 6       | 6 |  |              |              |           |           |           |  |
|  | Henrietta Horncastle | Henrietta Horncastle | 4      | 1      |        |  |  | Charlotte Cooper | Charlotte Cooper | 3                | 1                |         |   |  |              |              |           |           |           |  |
|  |                      |                      |        |        |        |  |  | Blanche Hillyard | Blanche Hillyard | 6                | 6                |         |   |  |              |              |           |           |           |  |